# Avicularia laeta
Avicularia laeta is een spin uit de familie vogelspinnen (Theraphosidae) en lid van het geslacht Avicularia. Deze spin treft men voornamelijk aan in Brazilië en Puerto Rico. Avicularia laeta is in vergelijking met geslachtsgenoten vrij agressief; de spin zal snel aanvallen en daarbij bijten. De soort is ook zeer snel, wat ook in contrast staat met andere Avicularia- soorten.